# کرستویو (کنتاکی)
کرستویو (به انگلیسی: Crestview) شهری در ایالت کنتاکی کشور ایالات متحده آمریکا است که جمعیت آن در سرشماری سال ۲۰۱۰ میلادی، ۴۷۵ نفر بوده‌است.